# Plagiognathus collaris
Plagiognathus collaris är en insektsart som först beskrevs av Matsumura 1972.  Plagiognathus collaris ingår i släktet Plagiognathus och familjen ängsskinnbaggar. Inga underarter finns listade i Catalogue of Life.